# СС Грејт Бритен
Пароброд Грејт Бритен (енглески Steam Ship Great Britain или S.S. Great Britain) био је први брод са гвозденим трупом и пропелером који је био у стању да преплови океан. Поринут је године 1843. када је био највеће пловило на свету. Испочетка је могао да преведе 120 путника прве класе (26 њих у једнокреветним кабинама), 132 путника друге класе и 130 чланова посаде. Када му је надограђена још једна палуба, број путника се попео на 730.

## Историја
Један од његових пројектаната био је и славни британски инжењер Ајзенбард Кингдом Брунел.
Испочетка замишљен за превоз преко Атлантског океана, СС Грејт Бритен је највећу славу стекао одржавајући редован превоз између Велике Британије и Аустралије. За време кримског рата служио је за превоз британских трупа, исто као и за време сепојског устанка у Индији.
Године 1882. је пренамењен у теретни брод за превоз угља. Године 1886. је на путовању за Фокланде избио велики пожар, и при доласку у луку се испоставило да се штета не може поправити. Све до 1930-их је брод служио као складиште угља, када је коначно напуштен.
1970-их је, захваљујући донацији Сер Џека Хауарда, изведена скупа и компликованаа операција превоза од Фокланда у Бристол, где је брод рестауриран и претворен у музејски брод.

## Димензије
- Дужина: 98,15 m (322,0 ft)
- Ширина: 15,39
- Висина: 9,91
- Тежина (празан): 1961 тона
- Депласман: 3066 тона